# シェーン・フォーリー
シェーン・フォーリー（Shane Foley、1988年3月11日 - ）は、アイルランドの騎手。

## 来歴
2007年にデビューし、6月のレパーズタウン競馬場で初勝利を記録。シーズン中にケガをしてしまったことで、見習騎手チャンピオンのタイトルこそ逃したものの、若手ナンバー1として周囲からの期待は高く、それに応えるように毎年のようにアイルランドリーディングトップ10に入る活躍を見せている。
2016年に短期免許で初来日すると、6戦目で初勝利を飾る等、日本の競馬への適応力も見せ、京成杯ではプロフェットに騎乗して重賞のタイトルを獲得した。
2016年のアイルランド1000ギニーでは、ジェットセッティングに騎乗し、当時既にG1を3勝していたマインディングをアタマ差押さえての勝利でG1初勝利。2018年のアイルランド2000ギニーでは単勝26倍の伏兵、ローマナイズドで最後方からの豪快な末脚で後のジュライカップ優勝馬・ユーエスネイビーフラッグを捕らえての勝利するなど、G12勝を記録している。
2018年は、ワールドオールスタージョッキーズに外国騎手チームとして出走した（6位）。

## 年度成績

### アイルランド
2014年以降について記述する。
- 2014年 482戦40勝（アイルランドリーディング6位）
- 2015年 537戦64勝（アイルランドリーディング3位）
- 2016年 541戦51勝（アイルランドリーディング7位）
- 2017年 509戦44勝（アイルランドリーディング6位）

- 2018年 590戦58勝（アイルランドリーディング4位）

- 2019年 635戦76勝（アイルランドリーディング3位）

### 日本
短期免許行使実績
1. 2016年1月から2月[4][5]
  - 123戦10勝
2. 2017年1月5日から2月26日[2][5]
  - 124戦5勝（重賞1勝）
3. 2019年1月5日から2月24日（予定）[2][5]

ワールドオールスタージョッキーズ出場成績
1. 2018年
  - 4戦0勝（30点、6位）[6]
    - 同日スポット騎乗[5]
      - 4戦0勝

## 主な騎乗馬

### G1

#### アイルランド
- アイルランド1000ギニー - Jet Setting（2016年）[1]

- アイルランド2000ギニー - Romanised（2018年）[1]

#### イギリス
- チェヴァリーパークS - Millisle（2019年）[2]

#### フランス
- マルセルブーサック賞 - Albigna（2019年）[2]

### 日本
- 京成杯  - プロフェット（2016年）